# Liste der Kulturgüter in Riddes
Die Liste der Kulturgüter in Riddes enthält alle Objekte in der Gemeinde Riddes im Kanton Wallis, die gemäss der Haager Konvention zum Schutz von Kulturgut bei bewaffneten Konflikten, dem Bundesgesetz vom 20. Juni 2014 über den Schutz der Kulturgüter bei bewaffneten Konflikten sowie der Verordnung vom 29. Oktober 2014 über den Schutz der Kulturgüter bei bewaffneten Konflikten unter Schutz stehen.
Objekte der Kategorie A sind im Gemeindegebiet nicht ausgewiesen, Objekte der Kategorie B sind vollständig in der Liste enthalten, Objekte der Kategorie C fehlen zurzeit (Stand: 1. Januar 2023).

## Kulturgüter
| Foto |                                                                          | Objekt                                                                        | Kat. | Typ | Standort                                 | Beschreibung |
| ---- | ------------------------------------------------------------------------ | ----------------------------------------------------------------------------- | ---- | --- | ---------------------------------------- | ------------ |
| ja   | Datei hochladen · Wikidata zu Ehemalige Kirche Saint-Laurent (Q29892426) | Ehemalige Kirche Saint-Laurent / Ancienne église Saint-Laurent KGS-Nr.: 06955 | B    | G   | Rue de la Fourchy 1 583133 / 113038      |              |
| ja   | Datei hochladen · Wikidata zu La Vidondée (Q29892428)                    | La Vidondée KGS-Nr.: 06956                                                    | B    | G   | Chemin du Pied du Mont 1 583524 / 113349 |              |
| BW   | Datei hochladen · Wikidata zu Pfarrhaus (Q131377002)                     | Pfarrhaus / Cure KGS-Nr.: 17344                                               | B    | G   | Rue des Pommerets 2 583146 / 113079      |              |